# Jour de la Famille (Canada)
Le  Jour de la famille est un jour férié célébré le troisième lundi de février dans les provinces canadiennes suivantes :